# Podprefektura Ogasawara
Podprefektura Ogasawara (jap. 小笠原支庁 Ogasawara-shichō) – podprefektura w Japonii, w prefekturze metropolitarnej Tokio. W skład podprefektury wchodzi wioska Ogasawara. Ma powierzchnię 106,88 km². W 2020 r. mieszkały w niej 2 932 osoby, w 1 469 gospodarstwach domowych  (w 2010 r. 2 783 osoby, w 1 347 gospodarstwach domowych).